# Кринка

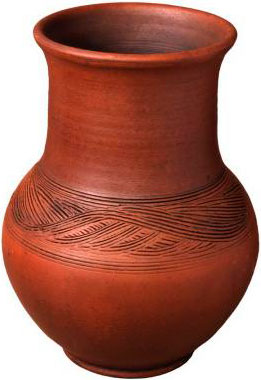
Крынка современная

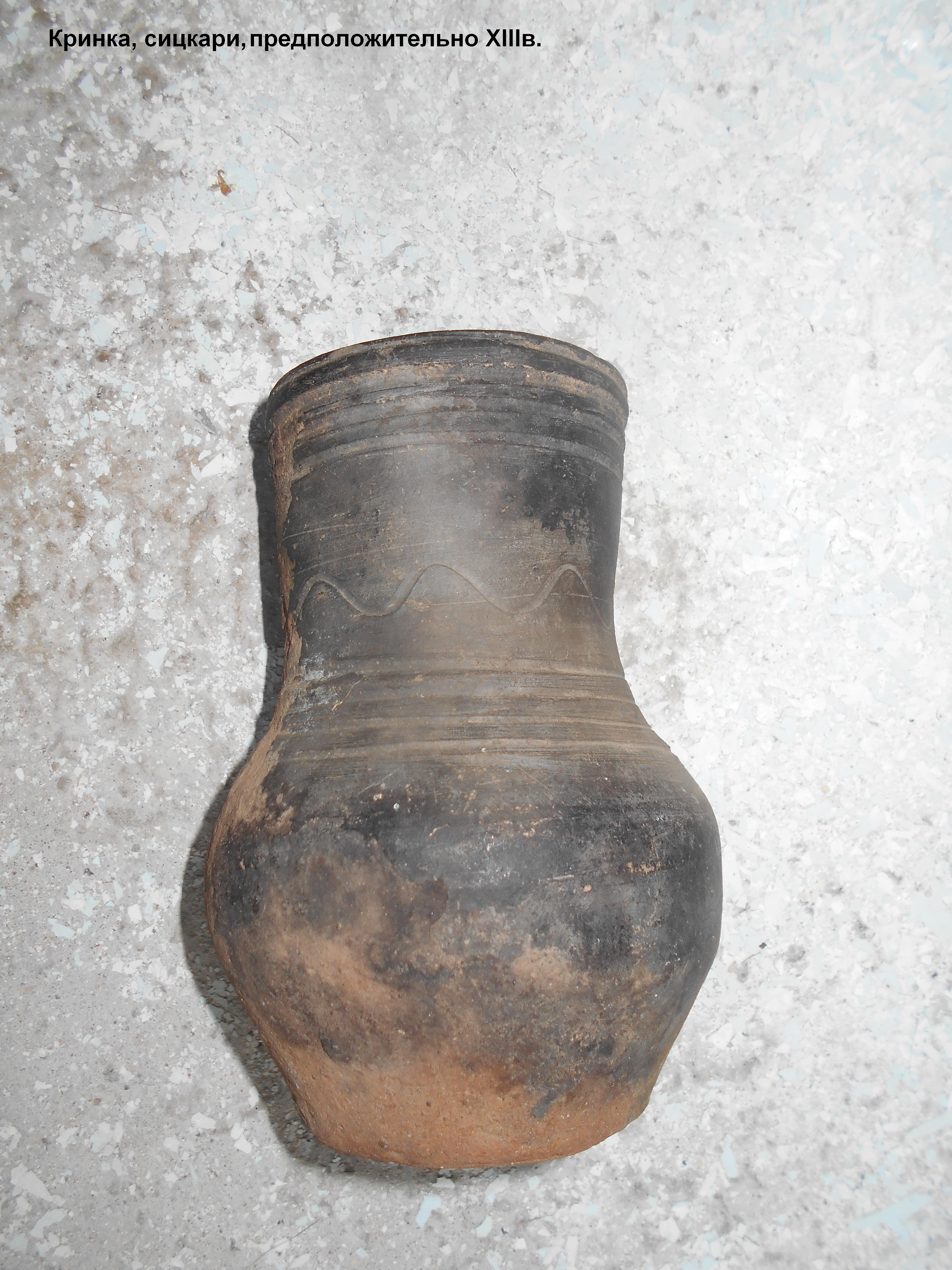
Кринка этнической группы сицкарей

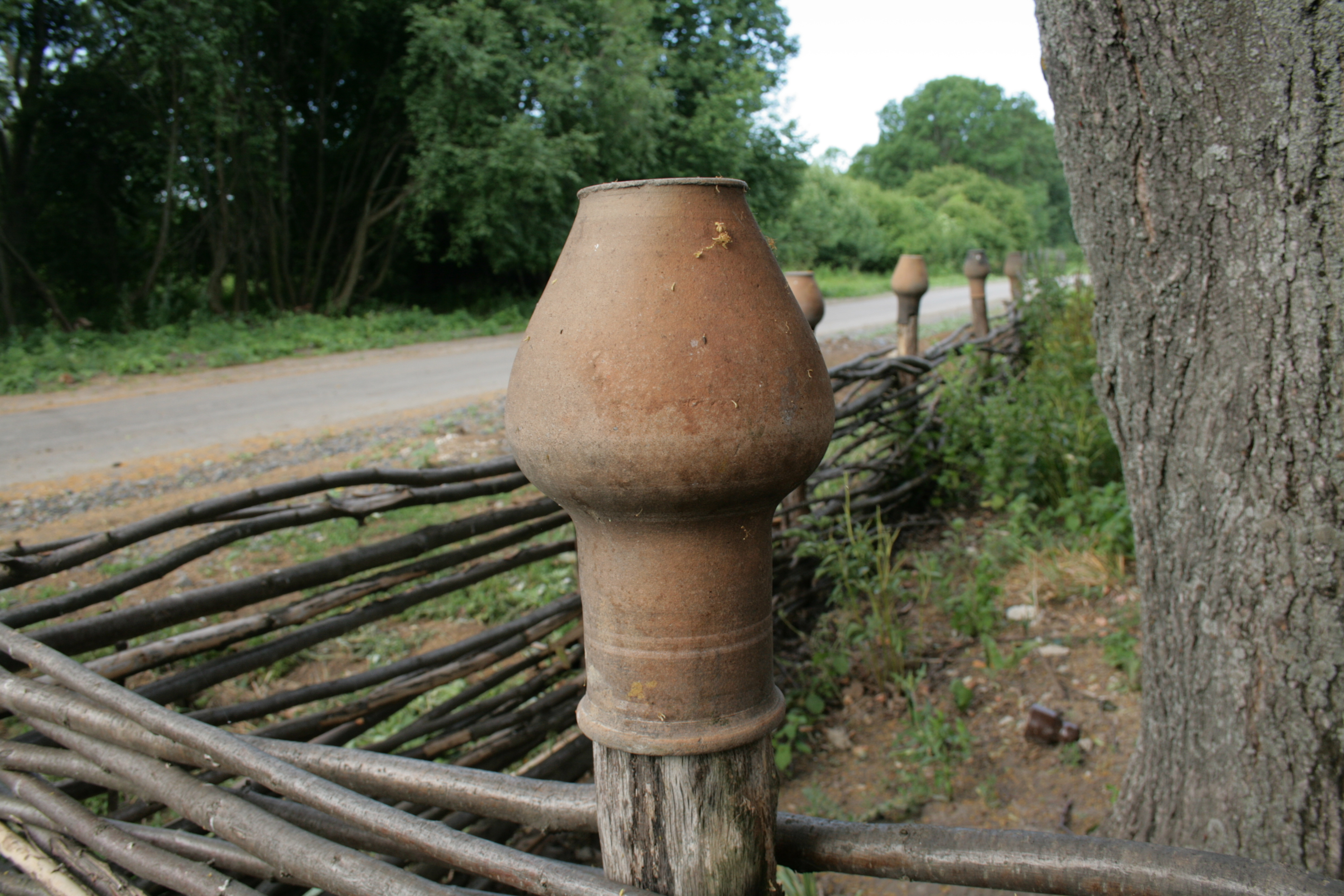
Кринка на плетне

Кри́нка (крынка, малый горлач, твер. пск. балакирь, южн. глок, глечик) — расширяющийся книзу удлинённый глиняный (есть и стеклянные) горшок для молока. Кринка похожа на широкий глиняный кувшин без ручки и крышки. Кринка, как правило, имеет форму шарообразную книзу и сужающуюся, чаще всего, более выпрямленную кверху.
Кринка — символ деревенской жизни и натуральной пищи. Именно в кринке хранят молоко и простоквашу, топят молоко в печи. Кринки, висящие для сушки на кольях плетня — типичная деталь южно-русского сельского пейзажа XIX—XX веков.

## Конструкция кринки

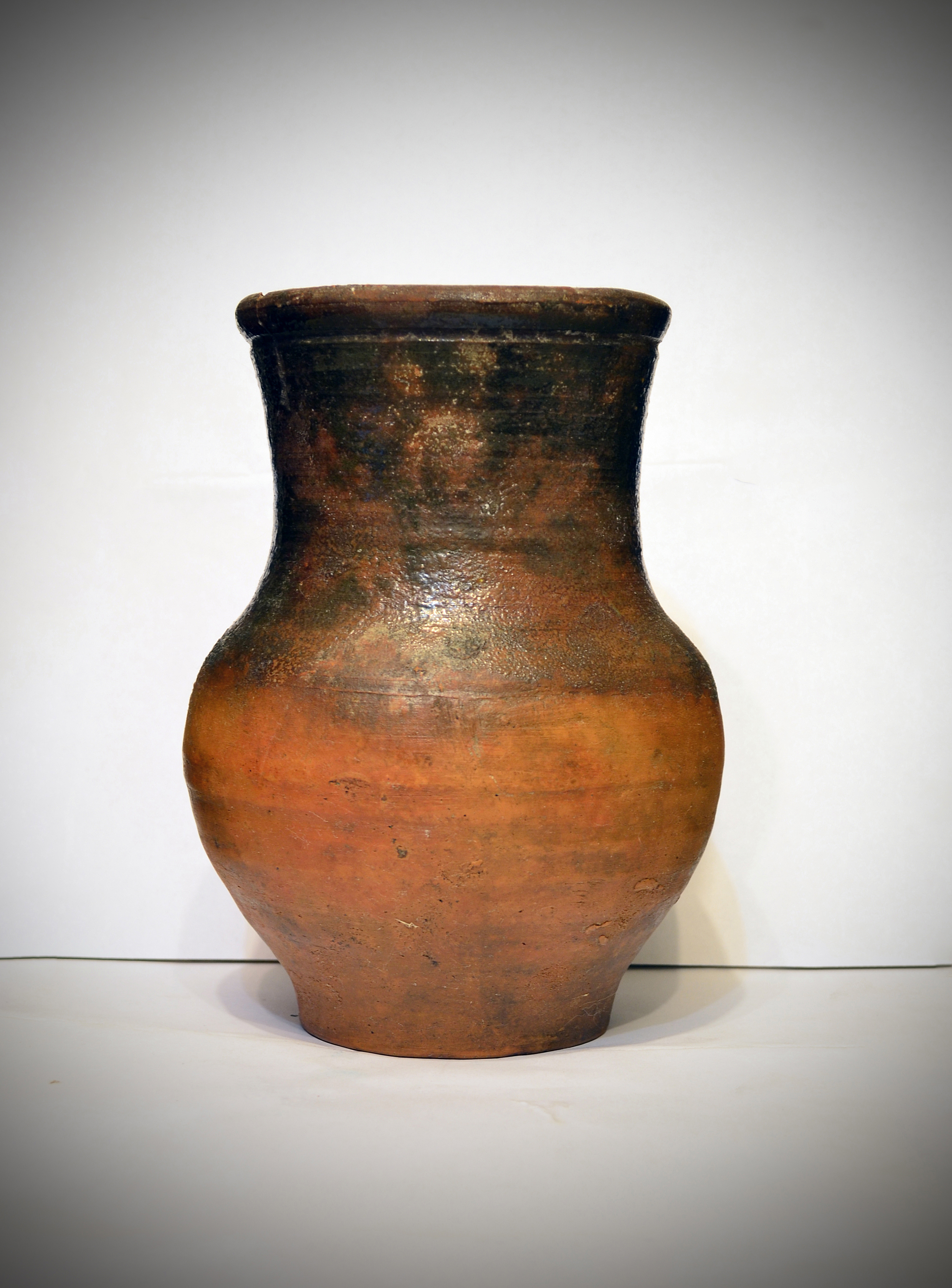
Крынка, Рязанская губерния, XIX век.

Кринки были объёмом 1—2 литра. Они выполнялись без рисунка с толстыми стенками, с утолщенным верхним краем и иногда были глазурованы в верхней более узкой части. Высота была в основном 18—20 см, диаметр 12—13 см. Форма горла, его диаметр и высота рассчитаны на обхват рукой и в то же время рука должна проходить для того, чтобы помыть кринку внутри.

## Применение
Кринка служила хорошим местом для хранения молока, как парного, так и холодного. Ввиду того, этот сосуд был выполнен из пористого материала (глины), жидкость молока просачивалась через стенки и испарялась снаружи, понижая температуру кринки: поэтому молоко сохранялось лучше.
Кринку ставили на стол, в кринке молоко хранили, в кринке молоко ставили в печь.
Именно в этой посуде молоко имело возможность топиться, не пригорая в настоящей русской печке. Молоко приобретало бежевый или слегка коричневый оттенок, а сверху образовывалась темно-коричневая очень вкусная пенка, сдобренная и смягченная нижним слоем сливок.
При хранении молока сливки отстаивались в узкой части кринки и, за счет сужения, они становилась более густыми, плотными, что позволяло впоследствии с легкостью сделать из них сливочное масло.
Кринки не закрывали крышками, а прикрывали марлей или легкой тряпочкой, чтобы молоко «дышало».
Кринка является предметом для приобретения рисовальных навыков новичками. Так как форма кринки часто напоминает соединённые друг с другом две простые фигуры — шар и цилиндр.

## В фольклоре

### Детский фольклор (небылица)
Едет на лисе

Курица верхом,

Бежит кочан капустный

С зайцем кувырком.

Ловит щука в море

Сетью рыбака,

Плавает корова

В крынке молока.

Зернышко пшеницы

Воробья клюёт,

А червяк ворону

В коробе несёт.

### Русские пословицы и поговорки
- Возьми у белобородого мужика полкринки кислого молока[источник не указан 4331 день].
- Есть в кринке молоко, да у кота рыло далеко.
- На Коле человека убить, что кринку молока испить.
- Какова кринка, такова на ней и латка.
- У дедушки над двором стоит кринка с молоком.